# Mosquée Djomé de Qazvin
La mosquée Djomé de Qazvin ou ancienne mosquée de Qazvin ou grande mosquée de Qazvin  (en persan : مسجد جامع قزوین) est un monument religieux historique de la ville de Qazvin. La première structure a été construite comme temple du feu à l'époque Sassanide. Ce dernier a été converti en mosquée à quatre porches d'entrée, lors du processus d'islamisation de l'Iran. Ceci en suivant le plan de la mosquée-kiosque adapté légèrement pour les nouveaux besoins.
Cet édifice a été commandé par Hâroun ar-Rachîd au (VIIIe siècle). Lors de l'Invasion mongole de l'Empire khwarezmien, en 1219-1221, une partie de la mosquée a été détruite. Elle a été reconstruite après les invasions.
Plusieurs structures architecturales d'époques différentes sont observables. La partie la plus ancienne date du deuxième siècle de l'Islam (VIIIe siècle). La reconstruction des iwans date de l'époque des Séfévides (XVIe siècle-XVIIe siècle), mais les porches orientaux ont été reconstruits plus tard, à l'époque de l'Empire kadjar (XIXe siècle).
La cour mesure environ quatre mille mètres carrés. A l'intérieur, près de l'autel se trouvent des versets du Coran écrits sur fond bleu en écriture de style kufi qui sont considérés comme des chefs-d'œuvre de l'art iranien

## Architecture

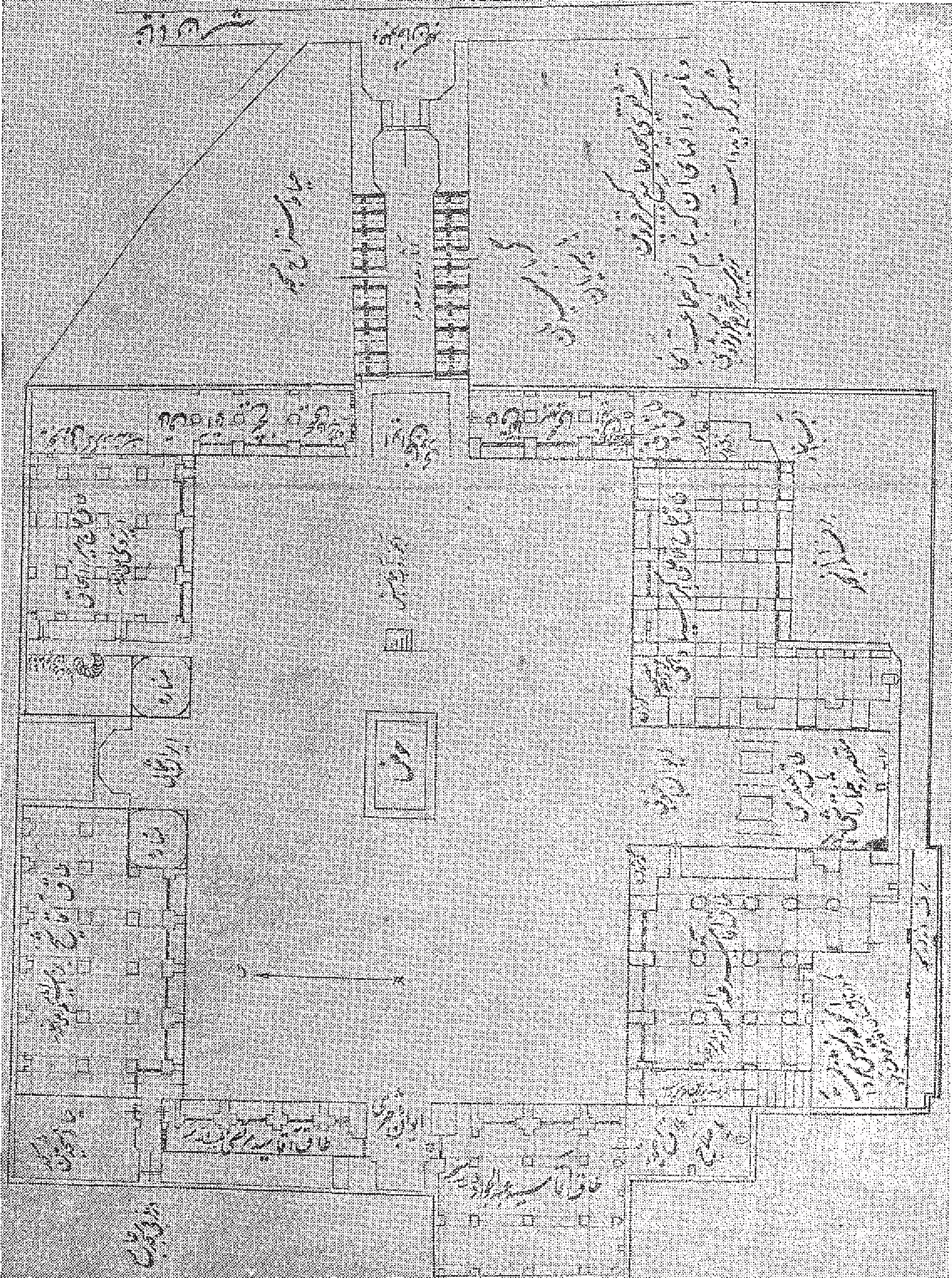
plan de la mosquée de Qazvin

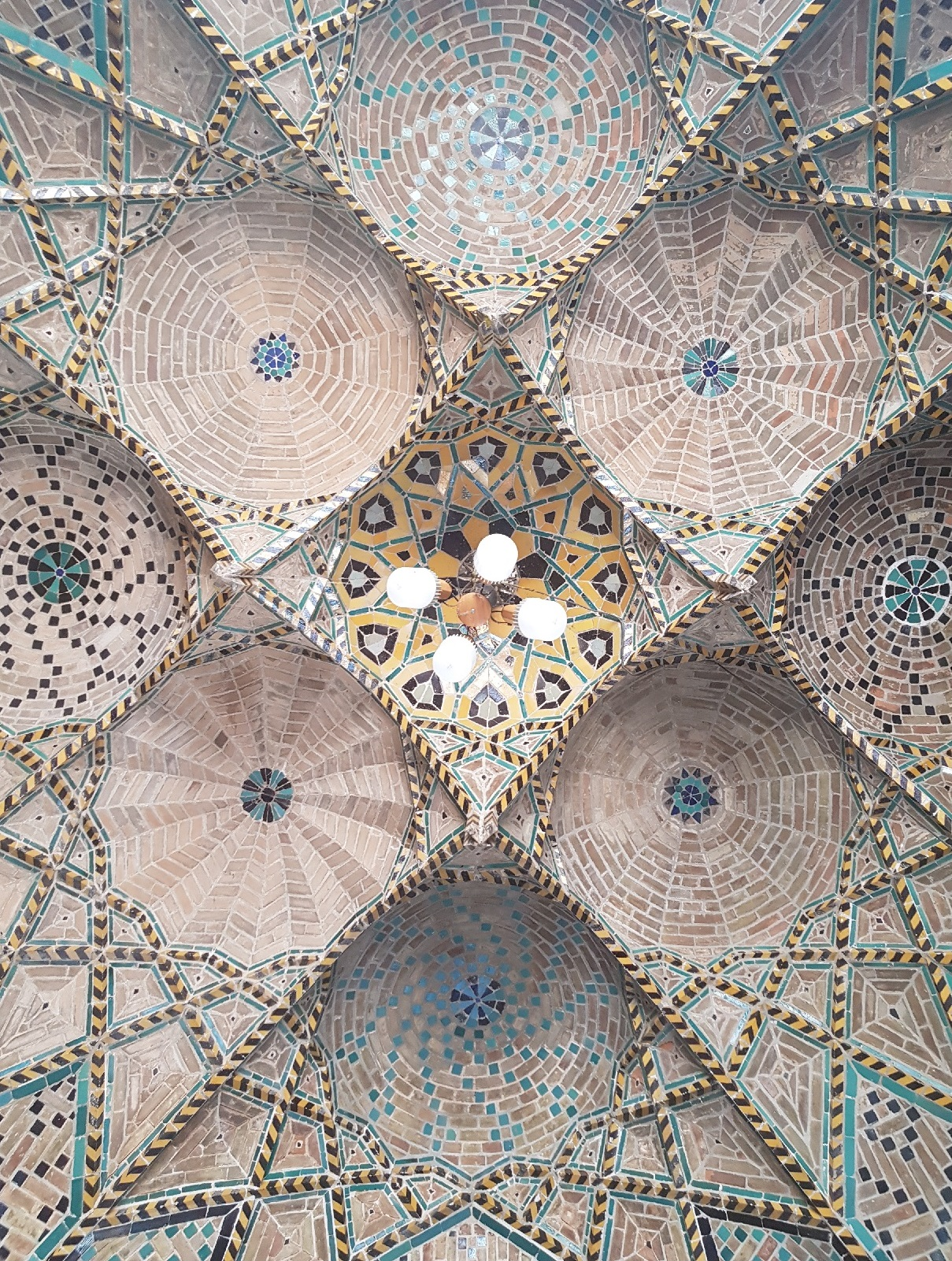
Carrelage de l'arche d'entrée de la mosquée Qazvin

Le plus grand porche est celui situé au sud. Il est considéré comme l'un des chefs-d'oeuvre de l'architecture iranienne du fait de son style et de sa décoration. Le porche situé au nord est entouré de deux hauts minarets et est décoré de tuiles colorées 
La construction du dôme en tuiles bleues s'est terminée en 509. Une maqsura se trouve derrière le porche sud et dispose d'un autel de marbre poli et transparent qui est traversé par la lumière en son milieu.
Dans la partie nord de la mosquée se trouve une petite école et sur le côté de celle-ci onze cellules. L'espace formé par l'école est rectangulaire.
Au milieu de la cour se trouve un grand bassin et, entre celle-ci et le porche oriental, une cascade.
En avril 2012 l'organisation du Patrimoine culturel de l'Artisanat et du Tourisme de la province de Qazvin a restauré le minaret ouest de la grande mosquée de Qazvin.

## Musée de la pierre et de la poterie
Dans la mosquée a été installé un musée présentant des sculptures en pierre, des carrelages, des objets décoratifs en plâtre .

## Galerie

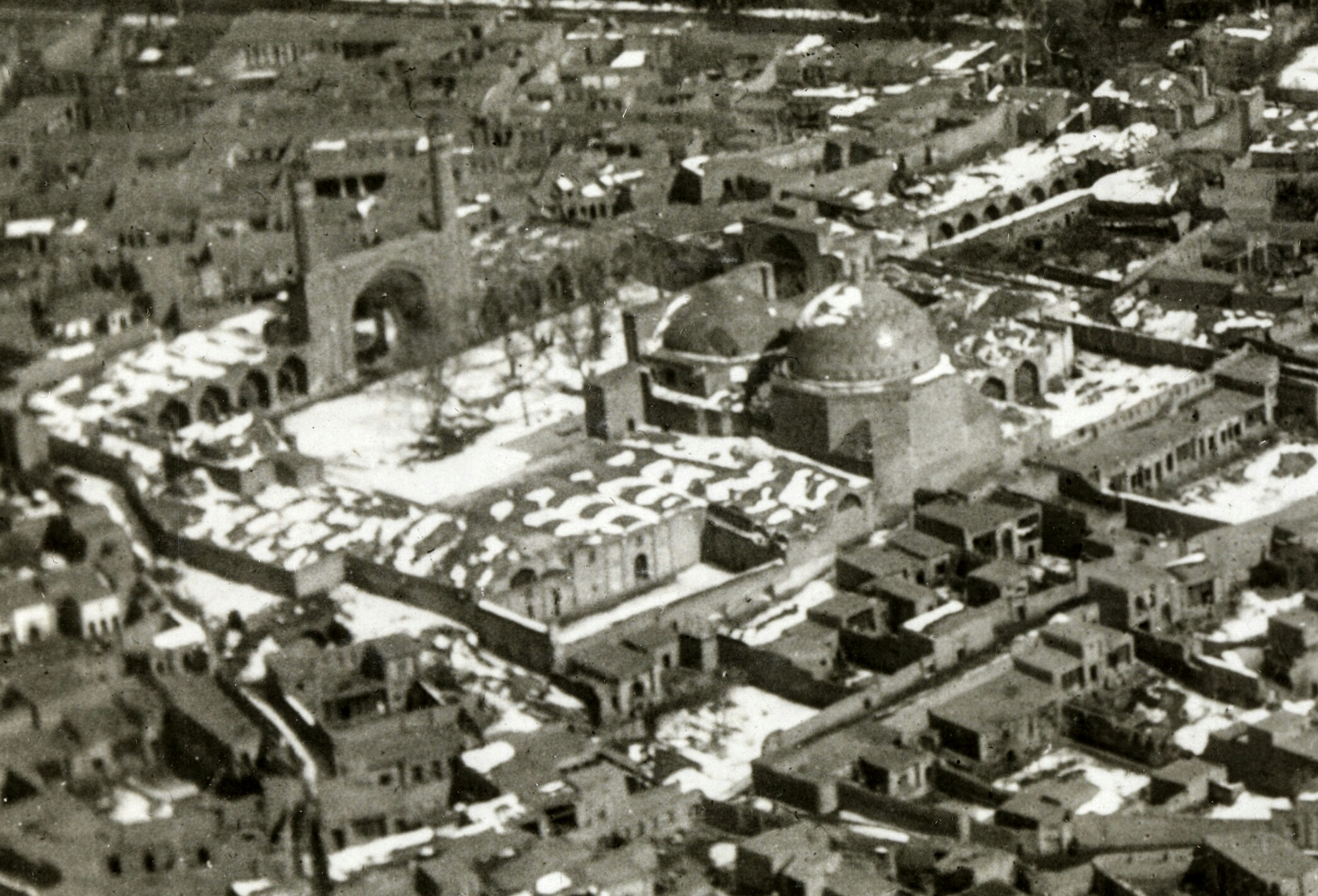
Fin de la période Qajar
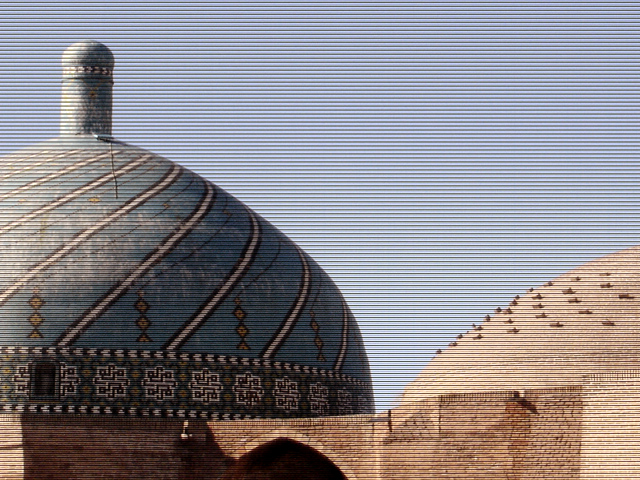
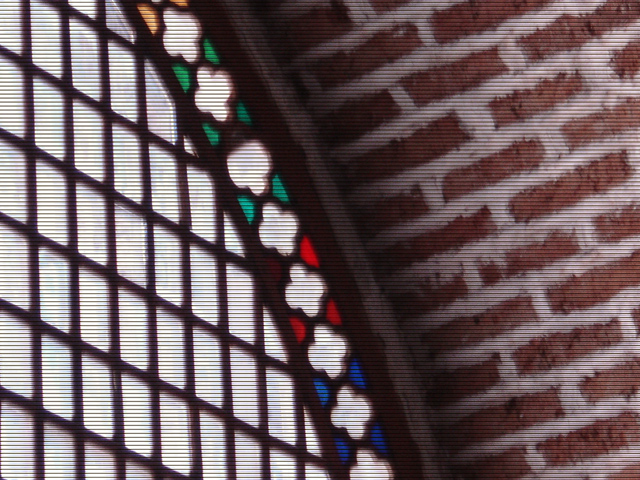
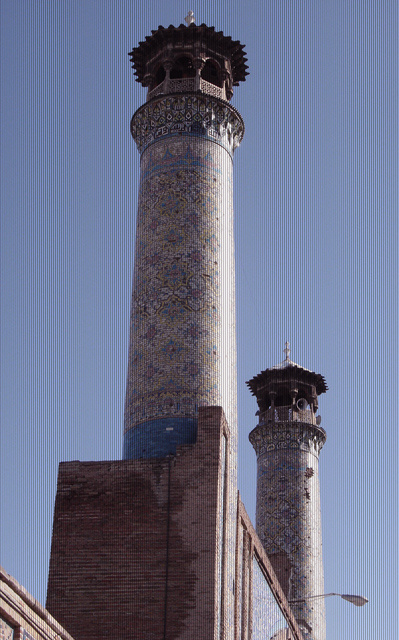
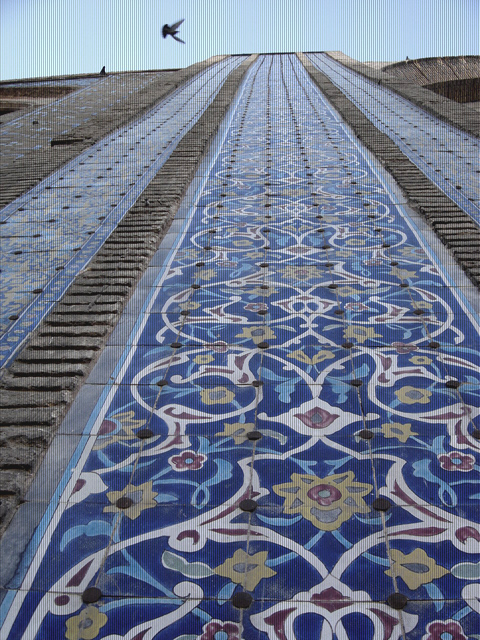
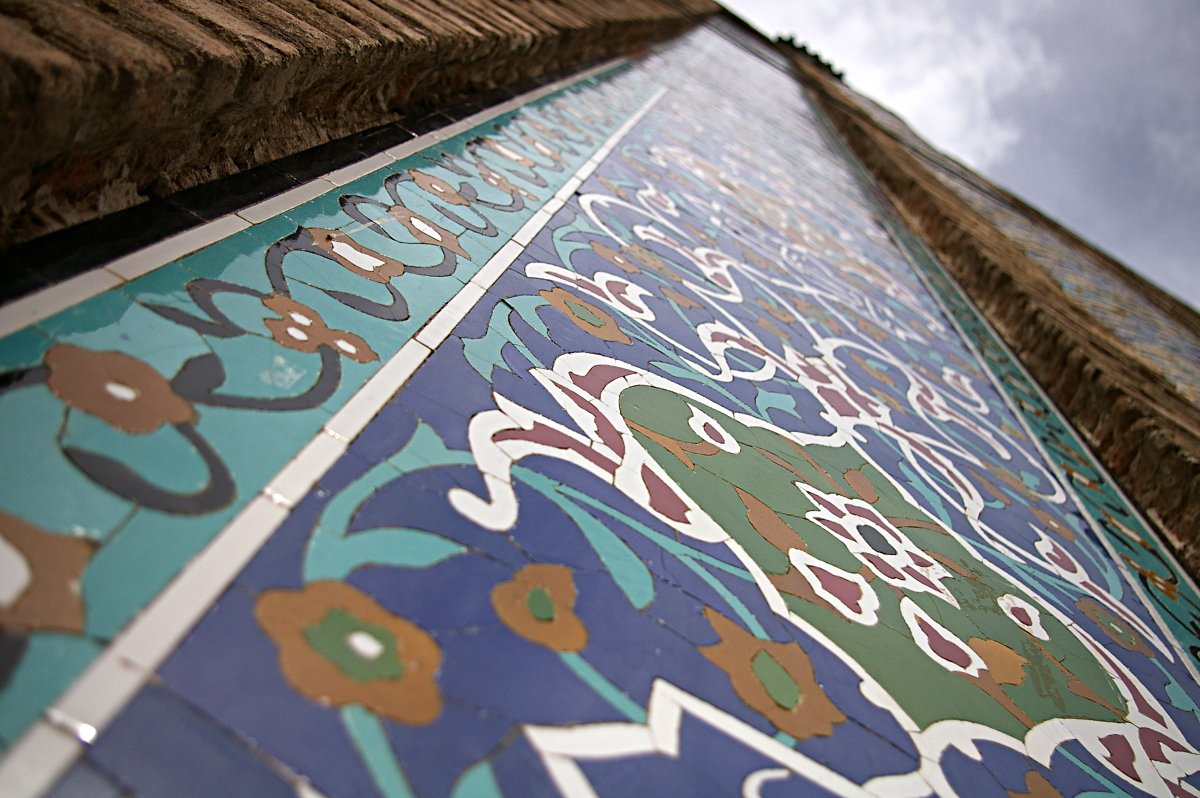
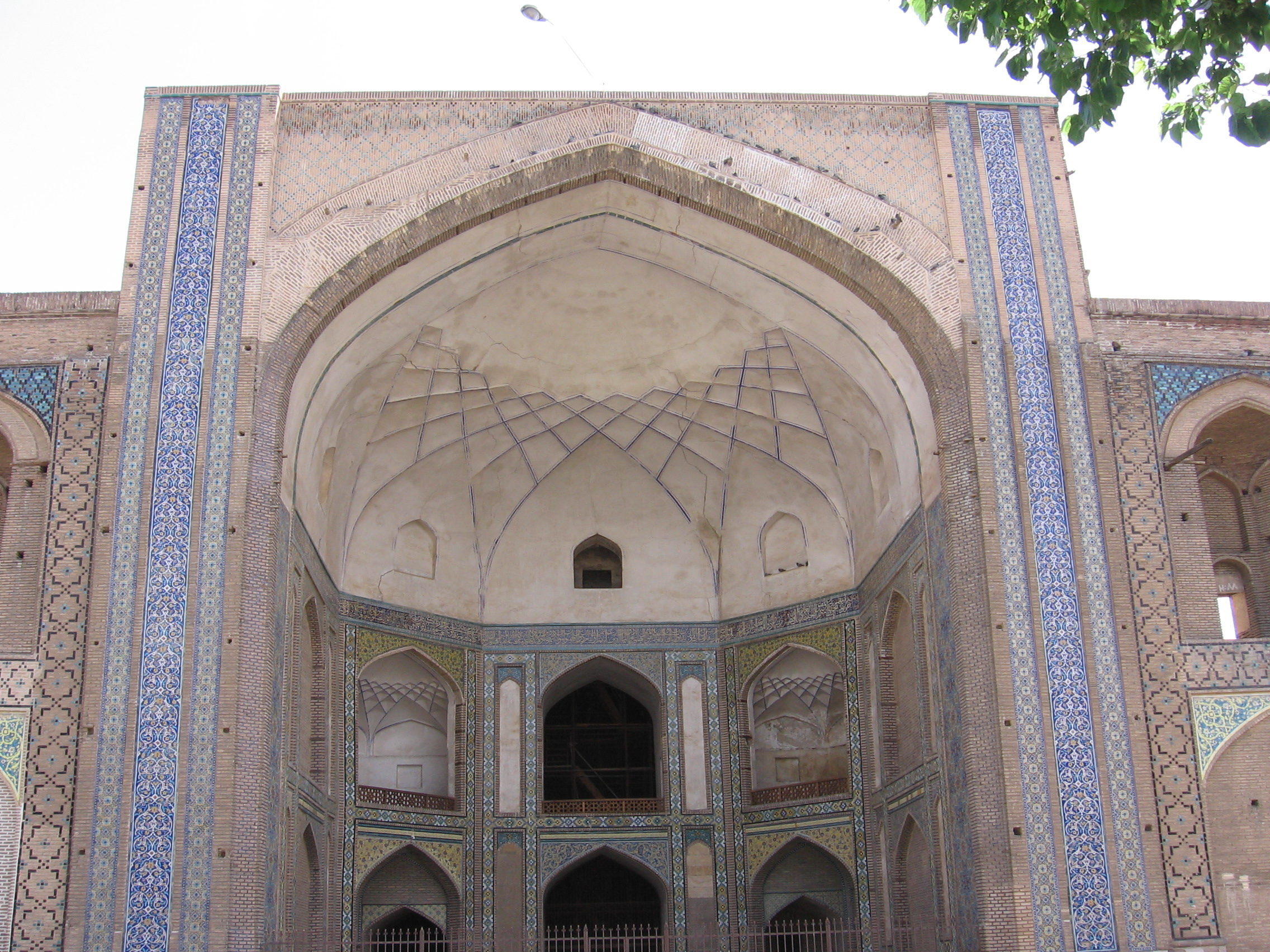
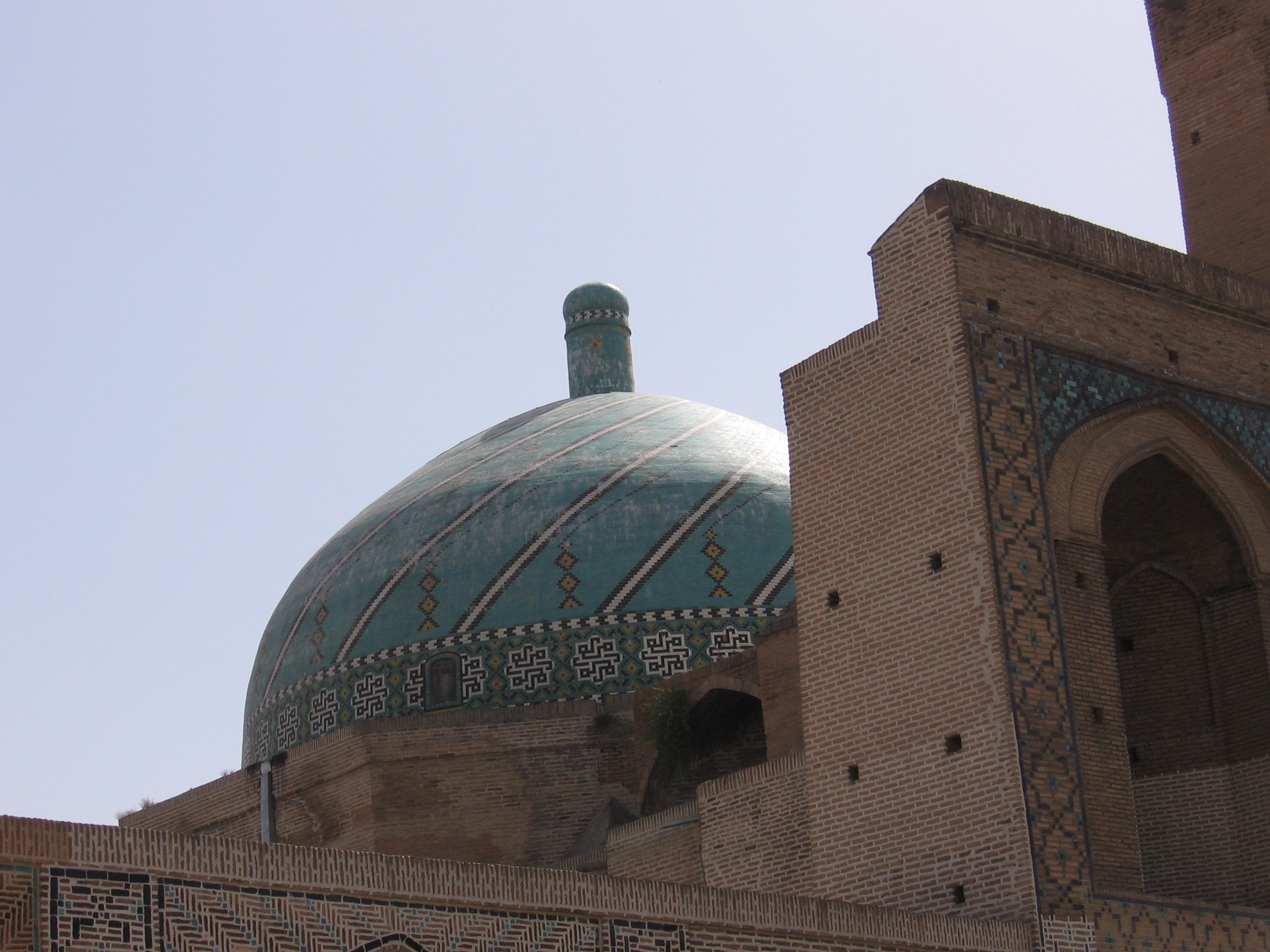
dôme de la mosquée
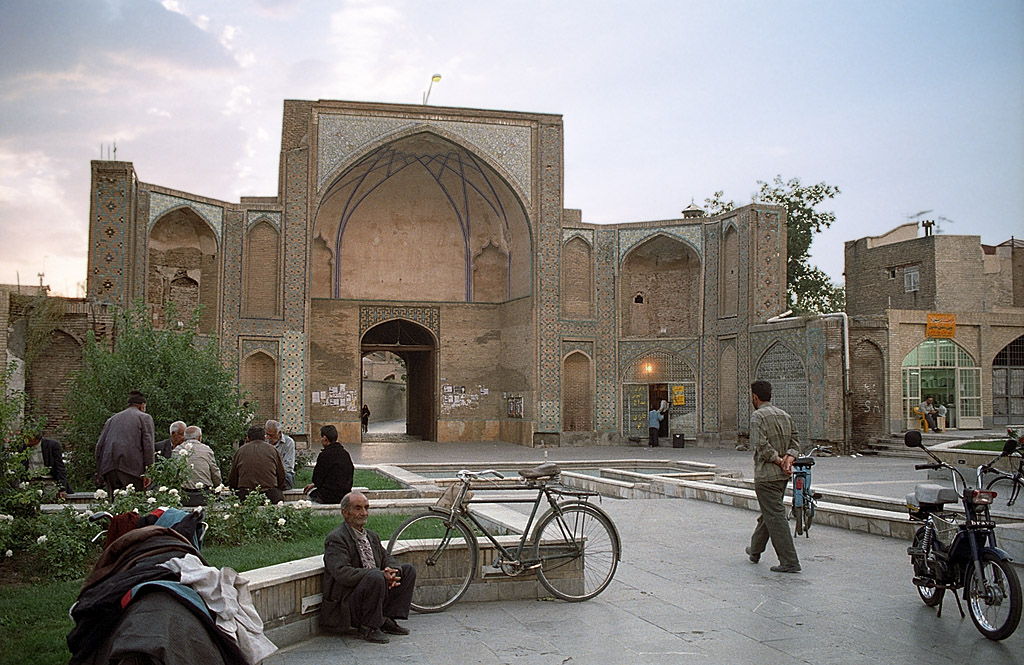
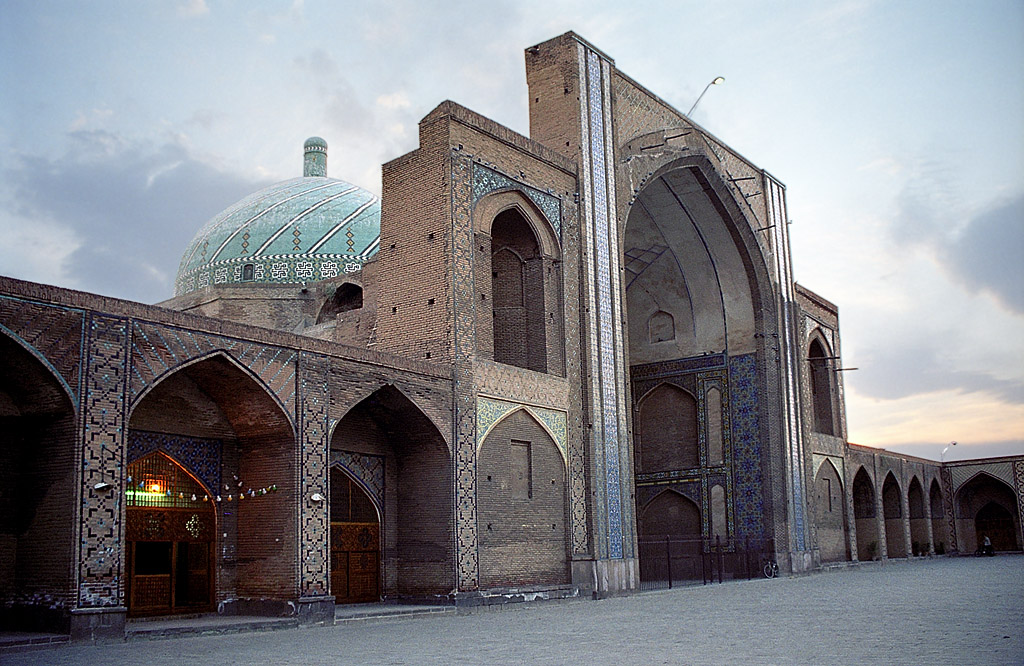
porche principal de la mosquée